# Arrhenophanes volcanica
Arrhenophanes volcanica är en fjärilsart som beskrevs av Walsingham 1912. Arrhenophanes volcanica ingår i släktet Arrhenophanes och familjen Arrhenophanidae. Inga underarter finns listade i Catalogue of Life.